# Phorbia italica
Phorbia italica är en tvåvingeart som beskrevs av Ackland och Verner Michelsen 1986. Phorbia italica ingår i släktet Phorbia och familjen blomsterflugor.
Artens utbredningsområde är Italien. Inga underarter finns listade i Catalogue of Life.